# John Lauridsen
John Mikkelsen Lauridsen, född 2 april 1959 i Ribe i Danmark, är en dansk före detta professionell fotbollsspelare (mittfältare) som under 1980-talet spelade 27 landskamper för Danmark och representerade landet i EM 1984.
Lauridsens största meriter är en dansk ligatitel med Esbjerg fB 1979 och en final i Uefacupen 1988 med spanska RCD Español.

## Karriär

### I klubblag
Född i Ribe på Jylland, spelade Lauridsen ungdomsfotboll i Gredstedbro och Vejle Boldklub innan han gjorde sin seniordebut i danska 1 med Esbjerg fB 1978. Han spelade sedan 16 matcher den följande säsongen när klubben vann ligan.
Sommaren 1981 skulle Lauridsen resa till England för att skriva på för Ipswich Town, men färjan ställdes in på grund av dåliga väderförhållanden och avtalet blev aldrig av. Kort efter ringde en fotbollsagent med ett erbjudande från spanska RCD Espanyol som dansken då accepterade. Lauridsen blev därpå heltidsproffs med början januari 1982.
Oaktat den första halva säsongen spelade sedan Lauridsen aldrig färre än 30 matcher per säsong för Espanyol under tiden i klubben. Säsongen 1986/87, med 41 matcher för dansken, blev klubbens bästa då man slutade 3:a i ligan. Lauridsen var ansedd som lagets spelmotor och utsågs också till La Ligas bästa utländska spelare. Säsongen därpå nådde man final i Uefacupen där man dock förlorade på straffar mot Bayer 04 Leverkusen. Sammanlagt blev det över 250 tävlingsmatcher för Lauridsen under sju år i klubben där han spelade som endast en av två utländska spelare ihop med kamerunska målvakten Thomas N'Kono.
Lauridsen stannade i Spanien och spelade från säsongen 1988/89 för CD Málaga där det blev två år innan han flyttade hem till Danmark för spel med Esbjerg, då i danska division 2. Han var sedan med om att föra upp klubben till förstaligan innan han spelade sin sista match på hög nivå i november 1992 vid 33 års ålder; detta i en 4–1-seger mot Vejle Boldklub där han spelat som junior.

### I landslag
Lauridsen gjorde sin danska landslagsdebut den 12 augusti 1981, detta i en 2–1-seger iöver Finland i en träningslandskamp där han gjorde även gjorde mål i den 27:e minuten (det första av tre landslagsmål). Lauridsen var sedan uttagen i den danska truppen till EM 1984 där han var inhoppare i öppningsmatchen mot Frankrike och i 5–0-segern mot Jugoslavien där han även gjorde ett mål. Danmark förlorade sedan semifinalen mot Spanien på straffar när Lauridsen inte fick någon speltid.
Det blev bara 27 landskamper på sju år för Lauridsen då han ofta förbisågs för namn som Frank Arnesen, Søren Lerby, Jens Jørn Bertelsen och Jesper Olsen. Han spelade sin sista landskamp den 27 april 1988, en träningsmatch mot Österrike.

## Efter idrottskarriären
Efter sin fotbollskarriär spelade Lauridsen i Bramming i de lägre divisionerna. Under de följande åren var han ibland också med i matcher för Espanyols veteraner.
John Lauridsen arbetar efter fotbollskarriären som speditör och arrangerar godstransporter mellan Danmark och Spanien. I Spanien kallas Lauridsen "Rubio", ("Blondinen") med tillnamnet och det respektfulla "Señor" på grund av sitt framgångsrika förflutna i Spanien.

## Meriter

### I klubblag
Esbjerg fB
- Dansk mästare (1): 1979

 RCD Espanyol
- Final Uefacupen (1): 1987/88

### I landslag
Danmark
- Spel i EM 1984
- 27 landskamper, 3 mål

### Webbkällor
- Profil på DBU (danska)
- Profil på efb.dk
- Spansk karriereprofil